# Balthasar Pröbstl

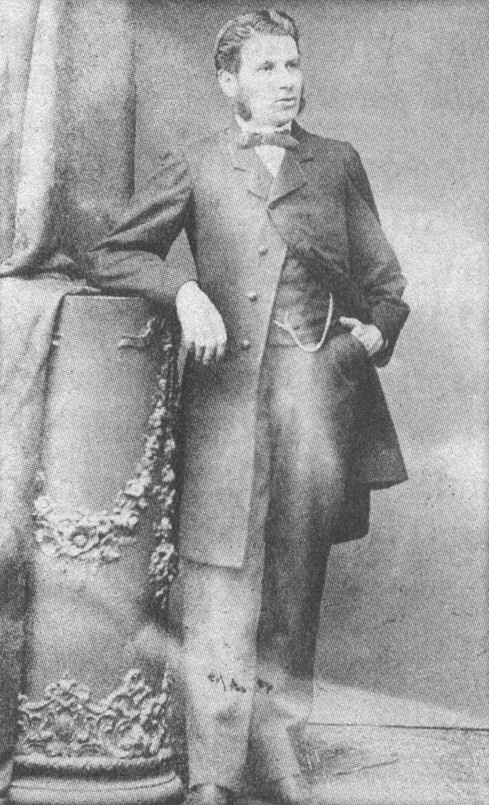

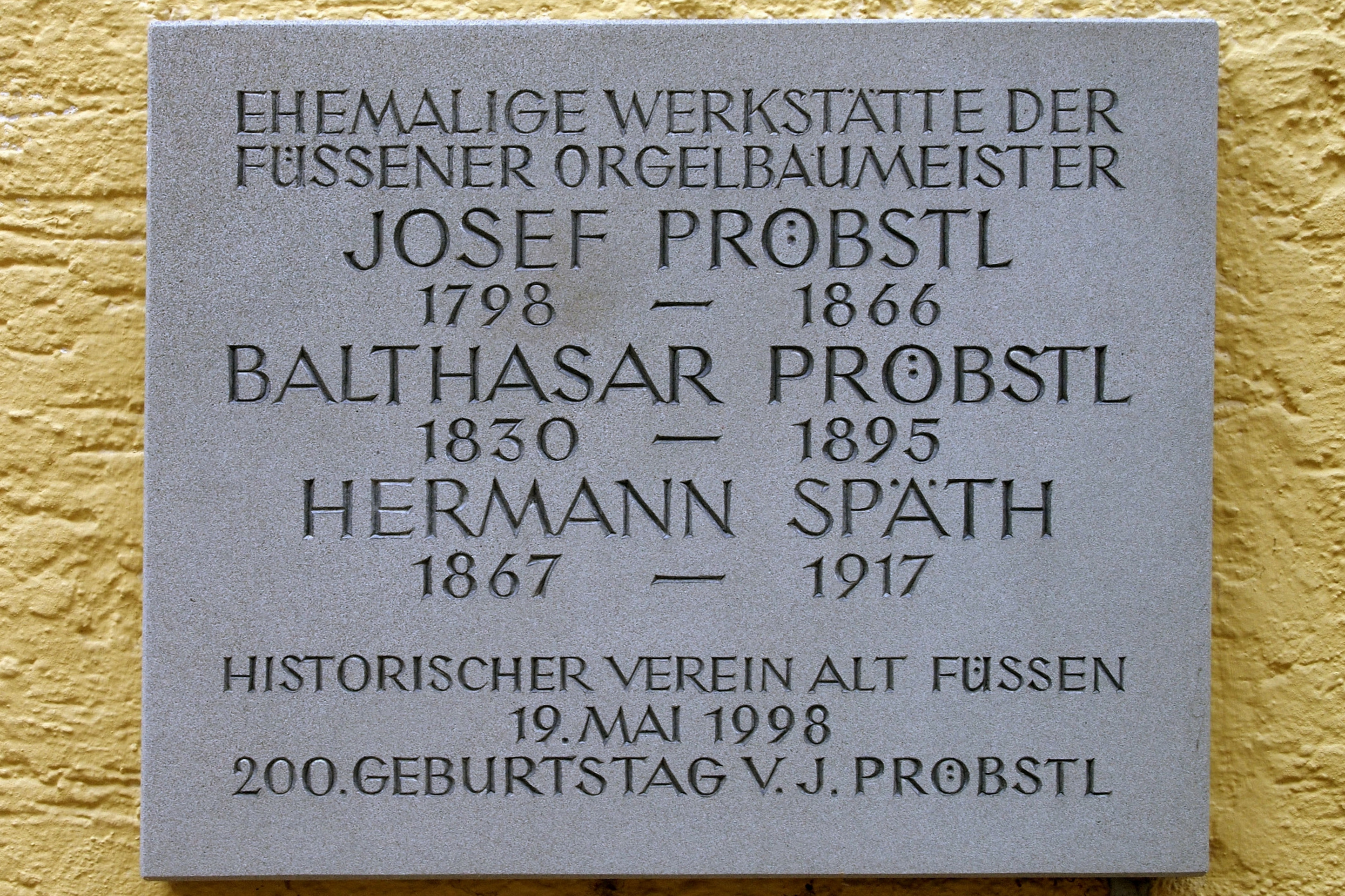
Gedenktafel an der Werkstatt Pröbstls in der Ritterstraße 14 in Füssen

Balthasar Andreas Pröbstl (* 2. Januar 1830 in Füssen; † 10. Oktober 1895 ebenda) war ein schwäbischer Orgelbauer.

## Leben
Balthasar Pröbstl kam Anfang 1830 als zweiter Sohn des Orgelmachers Joseph Pröbstl und dessen Ehefrau Michaelina, geborene Reinhart, in Füssen zur Welt. Während seiner Schulzeit erhielt er auch eine musikalische Ausbildung bei dem Organisten Pater Richard Huber OFM. Er absolvierte eine Lehre bei seinem Vater Joseph Pröbstl, die er am 2. Oktober 1848 erfolgreich beenden konnte. 1852 präsentierte Pröbstl auf der Industrie-Ausstellung im Rathaus zu Augsburg eine zehnregistrige Orgel, die er selbst bespielte. Für das Orgelwerk erhielt er als Auszeichnung die Silbermedaille der Ausstellung. 1865 erhielt Balthasar Pröbstl von der Stadt Füssen die polizeiliche Bewilligung zum gewerbsmäßigen Führen eines Orgelmacherbetriebes.
Am 9. November 1865 heiratete Pröbstl die 21-jährige Magdalena Fischer aus Rettenbach; die Ehe blieb kinderlos. Vom 1. bis 18. Juni 1867 unternahm er eine Reise zur Weltausstellung nach Paris. Für den stets bildungsbeflissenen und autodidaktisch talentierten Pröbstl war diese Reise mit all ihren Eindrücken und technischen Entwicklungen ein großer Gewinn.
Zeitlebens baute Balthasar Pröbstl über 150 Orgelwerke, von denen noch etwa ein Viertel erhalten ist. Er baute Orgeln für die Pfarrkirchen von Sulzschneid, Ingenried u. v. a. In seiner Werkstatt bildete er von November 1871 bis April 1872 den österreichischen Orgelbauer Anton Behmann aus.
Balthasar Pröbstl verstarb 1895 als „wohlhabender Mann, der seiner Vaterstadt ein ansehnliches Vermächtnis hinterließ und deshalb zu den Wohltätern der Stadt Füssen zählt“. Seine Werkstatt in Füssen wurde von Hermann Späth aus der Orgelbauerfamilie Späth in Ennetach fortgeführt.

## Ehrungen
In Füssen ist zu seinen Ehren die Pröbstlstraße nach ihm benannt. Der Historische Verein Füssen brachte anlässlich des 200. Geburtstags seines Vaters Joseph Pröbstl im Mai 1998 am Haus Ritterstraße 14 in Füssen, wo sich ehemals die Orgelbauwerkstatt befand, eine Gedenktafel an.

## Werk
- Haus-Chronik (beschrieben von Balthasar Pröbstl), Hrsg. Alfred Reichling, Documenta Organologica Band 4, Merseburger 1998.

## Werkliste (Auswahl)
| Jahr | Ort                           | Gebäude                           | Bild | Manuale | Register | Bemerkungen                                                                       |
| ---- | ----------------------------- | --------------------------------- | ---- | ------- | -------- | --------------------------------------------------------------------------------- |
| 1868 | Ingenried                     | St. Georg                         |      | I/P     | 8        | → Orgel                                                                           |
| 1869 | Konradshofen                  | St. Martin                        |      |         |          |                                                                                   |
| 1871 | Dillingen an der Donau        | Studienkirche Mariä Himmelfahrt   |      | II/P    | 16/18    | 1884 durch Pröbstl erweitert → Orgel                                              |
| 1875 | Haunswies                     | St. Jakobus der Ältere            |      | I/P     | 6        | → Orgel                                                                           |
| 1876 | Sulzschneid                   | St. Pankratius                    |      | I/P     | 8        | → Orgel                                                                           |
| 1878 | Mittersthal                   | St. Matthias                      |      |         |          | erhalten                                                                          |
| 1879 | Trauchgau                     | St. Andreas                       |      | I/P     | 12       | nicht erhalten; Neubau Zeilhuber                                                  |
| 1880 | Blankenheim                   | Kapelle im Clemens-Josef-Haus     |      | I/P     | 5        | 1880 für St. Ludwig in Karlshuld gebaut                                           |
| 1881 | Marktoberdorf                 | Frauenkapelle                     |      | I/P     | 8        | → Orgel                                                                           |
| 1888 | Thannhausen                   | Mariä Himmelfahrt                 |      | II/P    | 26       |                                                                                   |
| 1888 | Maria Vesperbild              | Wallfahrtskirche Maria Vesperbild |      |         |          | erhalten                                                                          |
| 1889 | Burg                          | Heilig Kreuz                      |      |         |          |                                                                                   |
| 1890 | Sontheim                      | St. Martin                        |      | II/P    | 15       |                                                                                   |
| 1891 | Neukirchen beim Heiligen Blut | Franziskanerkirche                |      | I/P     | 8        | erhalten                                                                          |
| 1893 | Aufkirch                      | St. Peter und Paul                |      |         |          |                                                                                   |
| 1893 | Wolframs-Eschenbach           | Friedhofskirche St. Sebastian     |      | I/P     | 5        |                                                                                   |
| 1894 | Boos                          | St. Martin                        |      | II/P    | 15       | Neubau mit Erweiterung des historischen Gehäuses von 1725 → Orgel                 |
| 1895 | Donaualtheim                  | St. Vitus                         |      | II/P    | 13       | historisches Gehäuse von 1753 (Georg Friedrich Schmahl) teilweise wiederverwendet |